# 슈베덴플라츠

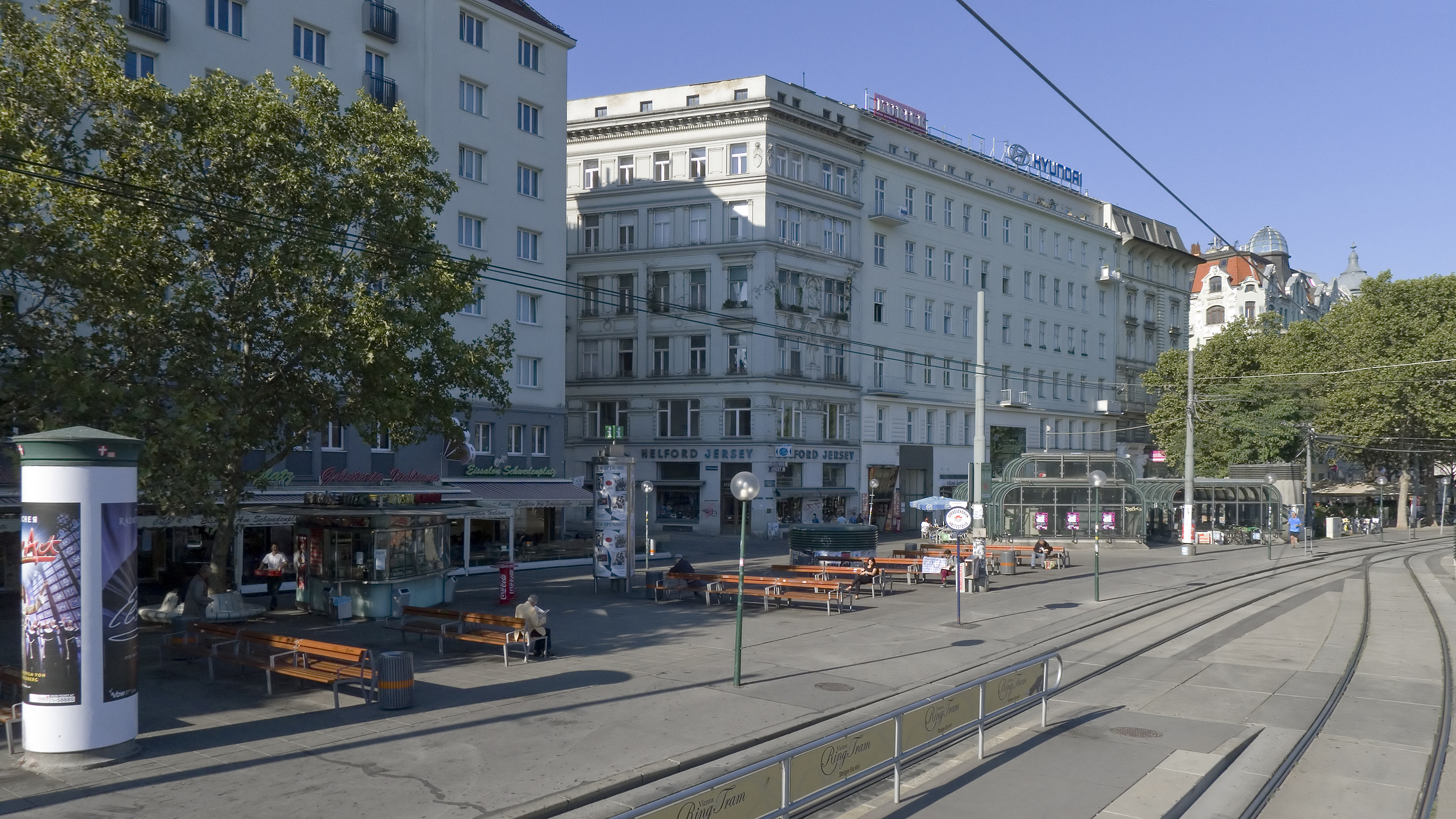
슈베덴플라츠

슈베덴플라츠(독일어: Schwedenplatz→스웨덴 광장)는 오스트리아 빈 중심에 있는 지역이자 광장이다.
빈 지하철 1호선과 4호선역인 슈베덴플라츠 역이 인근에 있어 이용할 수 있다.
2020년 11월 2일 총기 난사 사건이 발생했다.